# Tadeusz Woźniak (album)
Tadeusz Woźniak – debiutancki album wokalisty i kompozytora, Tadeusza Woźniaka, wydany w 1972 roku przez Polskie Nagrania. Jest utrzymany w konwencji ballady i piosenki autorskiej, większość utworów jest skomponowana na gitarę i wokal, choć w niektórych artystę wspiera zespół muzyczny Henryka Wojciechowskiego. Muzykę skomponował T. Woźniak, z wyjątkiem utworów Na brzegu olśnienia (Władysław Słowiński) i Ballada dla Potęgowej (Adam Sławiński). Teksty napisał Bogdan Chorążuk, z wyjątkiem Ballady dla Potęgowej (Edward Stachura).
Album zawiera największy przebój artysty, „Zegarmistrz światła”, nagrany wspólnie z Alibabkami. Utwór został nagrodzony na Krajowym Festiwalu Piosenki Polskiej w Opolu w 1972 roku. Inne popularne utwory to „Smak i zapach pomarańczy”, „Ballada dla Potęgowej” i „Z pragnienia w pragnienie”. W realizacji nagrań wzięli udział m.in. Włodzimierz Nahorny i Kazimierz Jonkisz.
Album został pierwszy raz wznowiony na CD przez Polskie Nagrania w 2010 roku (nr katalogowy PNCD 1288), w formie digipaku. W listopadzie 2024 roku Warner Music Polska dokonał kolejnego wznowienia, tym razem w formacie SACD.

## Lista utworów
| 1.  | A bodaj to                | 2:52  |
|     |                           |       |
| 2.  | Ten, który pędzi          | 2:33  |
|     |                           |       |
| 3.  | Zatrzymała się godzina    | 2:45  |
|     |                           |       |
| 4.  | Smak i zapach pomarańczy  | 2:39  |
|     |                           |       |
| 5.  | Zanosi się na noc         | 2:33  |
|     |                           |       |
| 6.  | Na brzegu olśnienia       | 1:38  |
|     |                           |       |
| 7.  | Ballada dla Potęgowej     | 3:43  |
|     |                           |       |
| 8.  | Leżę                      | 2:08  |
|     |                           |       |
| 9.  | Z dobrych przeczuć        | 1:58  |
|     |                           |       |
| 10. | Ciche, białe kołysanie    | 2:09  |
|     |                           |       |
| 11. | Z pragnienia w pragnienie | 3:25  |
|     |                           |       |
| 12. | Mój czas                  | 2:48  |
|     |                           |       |
| 13. | Zegarmistrz światła       | 5:18  |
|     |                           |       |
|     |                           | 36:29 |
|     |                           |       |

## Wykonawcy
- Tadeusz Woźniak - wokal, gitara
- Alibabki - chórek
- Józef Sikorski - gitara basowa (utwory: 2, 11-13)
- Janusz Kaczmarski - gitara basowa (1, 4, 5, 8)
- Włodzimierz Nahorny - flet (3, 9)
- Józef Gawrych - instrumenty perkusyjne (1-4, 6, 8, 9)
- Janusz Stefański - instrumenty perkusyjne (1, 3, 4, 8, 9)
- Kazimierz Jonkisz - perkusja (2, 11-13)
- Zofia Gajewska - reżyser nagrania
- Jacek Złotkowski - operator dźwięku